# Guarda pretoriana

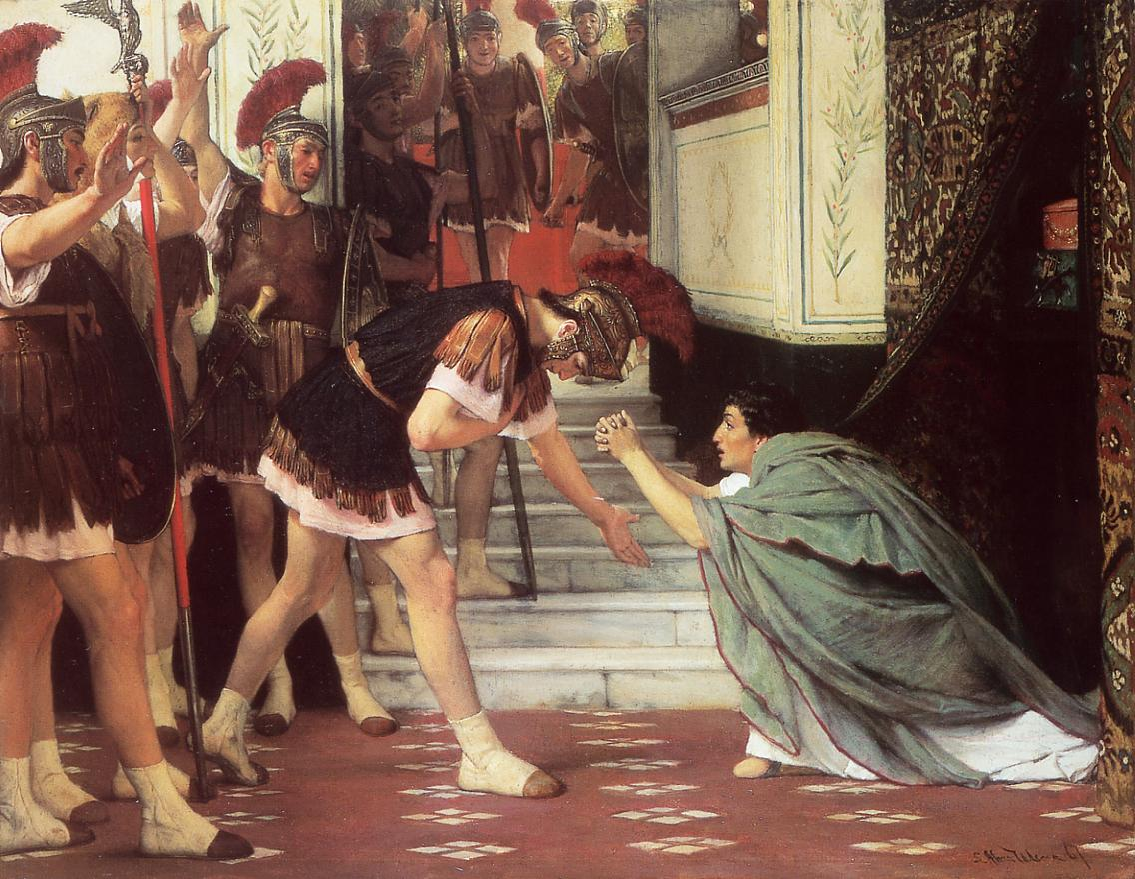
Proclamação de Cláudio (à direita) como imperador romano, pela guarda pretoriana, no ano, de Lawrence Alma-Tadema

A guarda pretoriana (latim: Praetoriani) era a guarda imperial do exército romano que desempenhava várias funções para o Imperador Romano, incluindo ser uma unidade de guarda-costas, contrainteligência, controle de multidões e coleta de inteligência militar.

## Origem

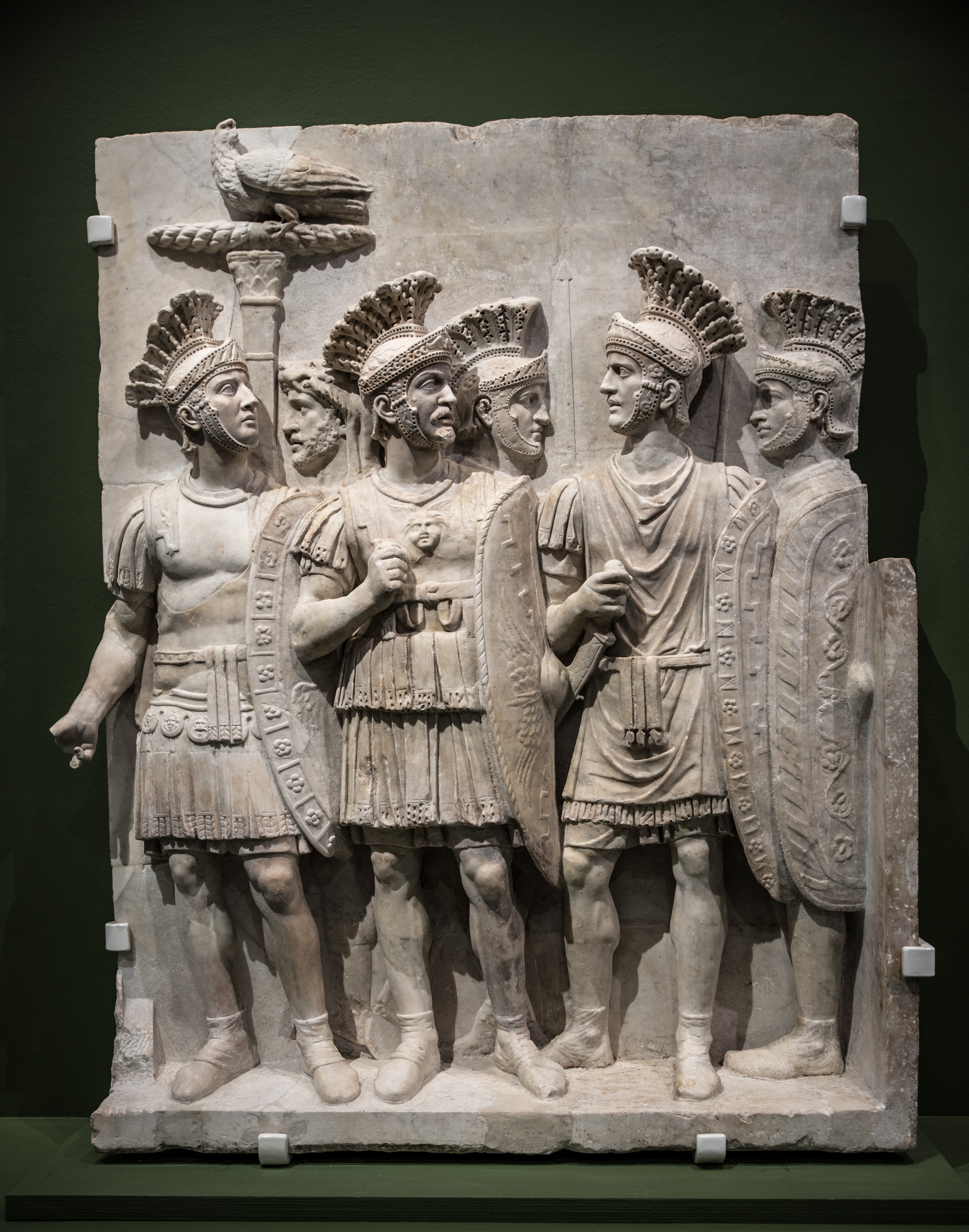
Arte representando a Guarda Imperial.

Foi criada por Otaviano, após a conquista do Egito e seu retorno a Roma, onde recebeu do senado o título de príncipe, ficando seu governo conhecido como principado (27 a.C.- 14 d.C.). Como príncipe, isto é, o primeiro cidadão da república e líder do senado; como imperador  assumiu o comando supremo do exército e criou a guarda pretoriana, encarregada de sua proteção pessoal; como tribuno da plebe possuía o poder de veto sobre decisões do senado; como pontífice máximo, controlava a religião romana.
A partir de Augusto, todos os imperadores tiveram uma guarda pretoriana, de tamanho variável. Tibério foi o construtor de uma fortificação que serviu de base para a guarda pretoriana e, por isso, foi adotado o escorpião (signo zodiacal de Tibério) como símbolo da guarda.
A guarda pretoriana teve participação decisiva em muitos eventos da história romana, como por exemplo no assassinato de Calígula. A guarda pretoriana era usada pelos imperadores como um instrumento de validação de suas leis pela força, usando-a, por exemplo, para mandar matar inimigos.
Porém, a guarda pretoriana também poderia ser muito perigosa. Por isso criou-se o costume de agradar os comandantes da guarda com pequenos presentes e comissões.
Após alguns anos de serviço, um legionário poderia pretender uma vaga na guarda pretoriana, que proporcionava melhores salários, benefícios e menor tempo de serviço.
Mesmo após as reformas de Caio Mário, que introduziram para as legiões, entre outras coisas, os escudos retangulares, a guarda pretoriana ainda usava os escudos ovais do tempo da república. Isso servia também como uma demonstração de preservação dos velhos costumes.
A guarda pretoriana era um corpo militar de elite, formado para proteger os imperadores romanos e sua família. Em certas ocasiões este corpo que alcançou tanto poder que era decisivo na escolha ou permanência dos imperadores. Vestiam-se de forma diferente, e as guardas reais atuais são as suas herdeiras no que tange a questão de proteção da família real. A guarda pretoriana sempre mostrou o seu valor combativo de forma admirável, quando teve que proteger o imperador.

## História
A história da guarda pretoriana começa nos últimos anos do século I a.C. e nos primeiros do século I d.C. com Otaviano, mas sua real história é muito mais antiga. Ao construir-se um acampamento, que em maior parte dos casos era semelhante a uma pequena cidade, com ruas e uma praça pública (fórum), marcava-se primeiro o local onde se localizaria o pretório, desenhando-se depois a disposição do acampamento em função desse ponto.
Durante a república, a escolta dos comandantes do exército estava a cargo dos extraordinários (extraordinarii), uma unidade especial selecionada de entre as unidades das legiões. A noticia convenientemente documentada que temos de uma guarda pessoal criadas ad hoc, especialmente para o caso, é do ano de 138 a.C., ano em que Cipião Emiliano Africano foi para Numância com seu exército e uma coorte formada por 500 amigos que formaram sua escolta pessoal. Desde que eles acamparam próximo ao Pretório, eles receberam o nome de guarda pretoriana. Embora depois da guerra a unidade tenha sido dissolvida junto com o resto do exército, a partir de então os comandantes romanos alistados para as campanhas, formaram unidades especiais para sua proteção. Estas guardas pretorianas não tinham características distintivas especiais e eram formadas por legionários romanos ou auxiliares.
Diante da morte de Júlio César, Otaviano e Marco Antônio conservaram a guarda pretoriana que de acordo com Apiano alcançou 8.000 homens, o que nos dá 16 coortes. Mesmo em um tempo em que havia dúzias de legiões espalhadas pelo mundo, esse é um número considerável. Depois da vitória sobre Antônio, Otaviano fundiu o seu exército como de Antônio em um ato simbólico que pretendia retomar a situação anterior à morte de Júlio César, ou seja um exército unido e sem discórdias.
No ano 13 a.C., Otaviano, agora Augusto, imperador de Roma, regulamentou a guarda pretoriana como uma unidade especial militar, cuja função era a proteção da família imperial. Um legionário tinha que servir naquela época por 16 anos nas legiões, porém se completasse serviço na guarda o tempo era baixado para 12 anos.[carece de fontes?] De acordo com Tácito, no ano 5 d.C. foi adotado  20 anos nas legiões e 16 anos na guarda. Depois da vitória de Otaviano, agora "dono do mundo", foi desmobilizado a maioria do gigantesco exército que tinha participado nas guerras civis deixando umas trinta legiões para operação e reduzindo o número de coortes pretorianas a nove, de acordo com Tácito. Segundo Suetônio, três dessas coortes era para os ambientes de Roma enquanto as outras seis eram distribuídas pela província da Itália.
Até o ano 2 d.C., o comando de cada coorte da guarda pretoriana estava a cargo de um tribuno da ordem equestre, um cavaleiro, mas Augusto unificou o controle em dois tribunos, os prefeitos pretorianos. O tribuno de serviço ia todas as tardes a casa de Augusto, por volta da hora oitava, para receber do imperador em pessoa, a senha do dia.
No ano de 23 d.C., com Tibério como imperador, inaugurou-se o acampamento permanente da guarda pretoriana, chamado castra praetoria, localizado nas cercanias de Roma, na colina do Viminal. As impressionantes muralhas deste acampamento ainda podem ser vistas em Roma. O acampamento da guarda ocupava uns 17 hectares, aproximadamente dois terços de um acampamento da legião. Provavelmente tinha a capacidade para aproximadamente 4 000 homens, embora os arqueólogos descobriram estruturas, de amplificações dos barracões de dois pisos e alojamentos dentro das próprias muralhas, o que pode levar a crer que se podia aquartelar cerca de 12 000 homens sem problemas.
Considera-se Tibério como um segundo fundador da guarda pretoriana, e por ter sido ele o criador do acampamento pretoriano. A guarda pretoriana passou usar como símbolo o escorpião, que era o signo de Tibério, como distintivo da unidade militar, nos seus escudos e no seu estandarte, o vexilo.

## Organização
Uma vez que a guarda era uma unidade militar, sua organização era parecida com a de uma legião, visto que poderia entrar em combate a qualquer momento.
Provavelmente a proporção de cavaleiros na guarda pretoriana era de três turmas (a unidade de 30 cavaleiros) para cada coorte durante o reinado de Augusto (r. 27 a.C.–14 d.C.), de cinco turmas durante o resto do século I d.C. e até de dez turmas durante o século III. Os melhores cavaleiros eram enviados para um centúria especial e eles formaram a unidade de elite da guarda pretoriana, chamada de espetaculares augustos (speculatores augusti), que formavam a guarda mais próxima do imperador. Eles eram o seu escudo pessoal, sempre a sua volta, os seus homens de extrema confiança.
Augusto, como já foi comentado, fixou o serviço em dezesseis anos em vez dos vinte anos das legiões. Com isso se um legionário adquirisse a transferência para as guardas e tivesse servido dez anos na legião, ele só tinha que servir outros seis na guarda.
Augusto fixou, no ano 27 a.C., o salário de seus guardas em duas vezes mais que os legionários comuns recebiam. Além disso, sabemos que, no ano 14 d.C., um guarda recebia três vezes mais que um legionário, cerca de 720 denários de prata anuais, contra 225 de um legionário, uma diferença que perdurou até o fim da existência da guarda, e que não agradava muito aos homens das legiões. Tibério, por sua vez, instituiu um hábito ruim: as gratificações.
No ano  31 d.C., foi descoberto e abortado um complô do prefeito da guarda, Sejano. Tibério, agradecido pela fidelidade dos seus homens, deu 1 000 denários para a cada guarda. Depois do assassinato de Calígula, a guarda forçou o senado a reconhecer Cláudio como imperador e este os recompensou com um extra equivalente a cinco anos de pagamento. Este hábito de "presentear" os guardas se tornou uma tradição, o que não é de estranhar, já que para cada posição na guarda, havia milhares de candidatos.
Os pretorianos geralmente chegavam a guarda através de seus serviços nas legiões. Eles tinham que ser muito bem recomendados, passar em alguns exames, conhecimentos e testes físicos exaustivos e servir como candidato ou próbato (probatus) por um certo tempo, antes de ser destinado como dedicado como miles gregarius para o serviço em uma das coortes. Depois de anos de serviço poderia se tornar inmunis, ou o guarda especializado em tarefas de escritório ou técnico, e dai ascendeu até principal (principalis), com salário dobrado, tesserário, o guarda que cuidava da senha, optio, o segundo em comando da centúria ou signífero, que quer dizer porta-estandarte.
Cada uma destas ascensões significava incremento de salário e privilégios somados. Se eles fossem realmente bons eles podiam se tornar centuriões, o sonho de todo guarda. Sabemos que alguns membros da ordem equestre, os cavaleiros de Roma, deixaram o seu estado expressamente para poder galgar esta posição, desde que os funcionários inferiores pudessem ser só plebeus.
Os tribunos pretorianos alcançaram o seu cargo depois de terem passado por todos os escalões. Primeiro deveriam se tornar centurião da guarda, depois de um tempo de serviço poderiam pedir a transferência para exército e servir nas legiões até alcançar a categoria de primipilo, e depois que voltassem a Roma onde podia ser encarregado de uma coorte urbana, os Vigiles, o oficial podia finalmente ser um tribuno pretoriano, membro da ordem equestre, cavaleiro romano. Como se pode ver o sistema foi montado para atrair o que as legiões tinha de melhor entre os seus oficiais. Como o tribunado só durava um ano, o oficial podia optar em se aposentar ou continuar a sua carreira nas legiões, como oficial superior.
O poder político adquirido por estas tropas durante os anos que se seguiram à sua criação era devido principalmente ao poder de ser a única tropa permanente com permissão de circular na cidade de Roma e em seus arredores. Além desta razão, há também o fato da proximidade que estes soldados desfrutavam de seus imperadores, o conhecimento que tinham sobre eles e os privilégios recebidos durante o tempo em que exerceu de sua função dentro da guarda pretoriana, que incluía um salário avantajado e possibilidades de ascensão.
Com o tempo, e com a própria natureza ambiciosa dos homens que os levou a desvios por dinheiro e poder. Os membros da guarda começaram a abusar do poder político que detinham, utilizando-o de maneira inescrupulosa para escolher quais os imperadores deveriam permanecer e quais deveriam sair do comando, de acordo com seus  interesses. As negociatas internas na guarda passaram a afetar por completo o governo dos imperadores, chegando ao cúmulo de haver assassinatos encomendados e executados pelos membros dentro da própria cúpula do governo. O que antes servia para proteger os imperadores acima de tudo, passou a ser uma ameaça constante contra eles.
O maior exemplo de falcatrua cometida pela guarda aconteceu em 193, quando, depois do assassinato do imperador Pertinax, seus membros colocaram o trono à venda por um preço consideravelmente alto. A guarda pretoriana seria reorganizada e, anos mais tarde, abolida pelo imperador Constantino (r. 306–337), em 312. A partir daí, a guarda pretoriana não existia mais como unidade homogênea e histórica, e cada imperador criou o seu próprio corpo de guarda pessoal.
Segundo Edward Gibbon, foi Diocleciano quem, tendo em vista a necessidade de reformas, desmobilizou a guarda pretoriana. Tal ação foi executada de forma deliberada e imperceptível ao longo de vários anos. A guarda foi substituída por um grupo de veteranos fiéis a ele, os chamados "Jovianos". Seu colega Maximiano, tinha uma força similar, os "Herculianos". Ambas eram originárias de duas legiões da Ilíria, e sua fidelidade a seus senhores era excepcional. Os nomes atribuídos a elas tem sua origem na identificação de Diocleciano com Júpiter - ou Jove - e de Maximiano com Hércules. Talvez outros imperadores, como Galério, Constâncio Cloro e Maximino tenham adotado esse tipo de guarda.
Existe ainda o lema da guarda pretoriana, que resume tudo isso: "A guarda pretoriana cuidará de César, enquanto César cuidar dos interesses de Roma; Quando César não mais cuidar de Roma, haverá outro César".[carece de fontes?]